# Сент-Філіп (Барбадос)
Saint Philip — одна з одинадцяти парафій Барбадосу, розташована на південному сході острова. Є найбільшою за площею парафією країни.
Сент-Філіп межує з парафіями Сент-Джордж на північному заході, Сент-Джон — на півночі та Крайст-Черч — на заході.
13°07′ пн. ш. 59°28′ зх. д. / 13.117° пн. ш. 59.467° зх. д.